# Compositio Mathematica
Compositio Mathematica — рецензируемый математический журнал, учрежденный Брауэром в 1935 году.

## История
Журнал учрежден Брауэром в ответ на свое увольнение из Mathematische annalen в 1928 году.
Анонс нового журнала был дан в выпуске American Mathematical Monthly.
В 1940 издание журнала было приостановлено во время немецкой оккупации Нидерландов.
Издаётся издательством Кембриджского университета;
с 2004 года в сотрудничестве с Лондонским математическим обществом.

## Показатели
- В 2016 году MCQ журнала составил 1.33. По этому показателю, журнал входит в 50 лучших математических журналов.
- В 2011 импакт-фактор журнала был 1.187, таким образом он занял 26-е место среди 288 математических журналов.[6]

## Внешние ссылки
- compositio.nl — официальный сайт Compositio Mathematica
- Онлайн-архив (1935—1996)